# Campionato mondiale giovanile di scherma 1996
Il Campionato mondiale juniores di scherma del 1996 ("1996 World Juniors Fencing Championships") è stato organizzato dalla Federazione internazionale della scherma e si è svolto a Tournai in Belgio dal 2 al 3 aprile.
Nel fioretto, si sono aggiudicati i titoli del campionato mondiale il tedesco Christian Schlechtweg, che ha battuto in finale il cinese Jun Wang, e la magiara Aida Mohamed che ha avuto la meglio sulla polacca Alicja Kryczalo.
Nella spada il magiaro Gabor Boczko ha battuto in finale l'elvetico Michael Kauter, ottenendo il titolo mondiale juniores maschile, mentre tra le donne la coreana Keum-Nam Lee ha superato la russa Julia Miroshnitchenko.
Nella sciabola il magiaro Zsolt Nemcsik prevale sul francese Julien Pillet.

## Podi

### Uomini
| Specialità  | Oro                   | Argento        | Bronzo                          |
| Individuali |                       |                |                                 |
| Fioretto    | Christian Schlechtweg | Jun Wang       | Dimitri Bormatov Slawomir Mocek |
| Spada       | Gabor Boczko          | Michael Kauter | Frederic Bouliere Weijin Chen   |
| Sciabola    | Zsolt Nemcsik         | Julien Pillet  | Maxim Bourkhine Christian Kraus |

### Donne
| Specialità  | Oro          | Argento               | Bronzo                             |
| Individuali |              |                       |                                    |
| Fioretto    | Aida Mohamed | Alicja Kryczalo       | Nadja Tchistiakova Iris Zimmermann |
| Spada       | Keum-Nam Lee | Julia Miroshnitchenko | Tatiana Logunova Hajnalka Toth     |

## Medagliere
| Pos.   | Nazione       | Oro | Argento | Bronzo | Totale |
| ------ | ------------- | --- | ------- | ------ | ------ |
| 1      | Ungheria      | 3   | 0       | 1      | 4      |
| 2      | Germania      | 1   | 0       | 1      | 2      |
| 3      | Corea del Sud | 1   | 0       | 0      | 1      |
| 4      | Russia        | 0   | 1       | 4      | 5      |
| 5      | Polonia       | 0   | 1       | 1      | 2      |
| 5      | Francia       | 0   | 1       | 1      | 2      |
| 7      | Cina          | 0   | 1       | 1      | 2      |
| 8      | Svizzera      | 0   | 1       | 0      | 1      |
| 9      | Stati Uniti   | 0   | 0       | 1      | 1      |
| Totale | Totale        | 5   | 5       | 10     | 20     |